# Autostrada A8 (Polska)
Autostrada A8 (tzw. Autostradowa Obwodnica Wrocławia, AOW) – autostrada w Polsce o przekroju dwujezdniowym i trzech pasach w każdą stronę między węzłami Wrocław Południe i Wrocław Północ oraz dwupasmowym na odcinku Wrocław Północ – Wrocław Psie Pole. Na odcinku węzeł Wrocław Południe – węzeł Wrocław Psie Pole długości ok. 22,7 km (22,722 km) oznakowana jako Autostrada A8. Jest najkrótszą autostradą w Polsce. Długość obwodnicy zachodniej Wrocławia (Tyniec Mały – Wrocław Psie Pole) wraz z fragmentem oznaczonym jako droga ekspresowa S8 wynosi 26,8 km, a całkowita długość wraz z łącznicami do istniejących dróg krajowych wynosi 35,4 km.
Jest to jedyna polska autostrada, która nie posiada miejsc obsługi podróżnych. Na całej długości objęta jest systemem elektronicznego poboru opłat e-TOLL.

## Historia
Po raz pierwszy autostrada A8 pojawiła się w rządowym planie sieci autostrad i dróg ekspresowych we wrześniu 1993 z wyznaczonym przebiegiem (Warszawa) Łódź – Wrocław – Bolków (Praha). W kolejnym rozporządzeniu, wydanym w 1996 roku A8 przedstawiono jako trasę relacji Łódź – Wrocław (Praha). W 2001 roku dokonano znacznego skrócenia autostrady do dzisiejszej postaci, czyli obwodnicy Wrocławia, jednocześnie rezygnując z dalszego odcinka do granicy polsko-czeskiej. Odcinek Łódź – Wrocław został włączony do drogi ekspresowej S8.
Pierwotnie niektóre węzły w ciągu A8 były planowane w innym kształcie niż zbudowano:
- węzeł Wrocław Północ – projektowany jako koniczynka, bez połączenia z wrocławskimi ulicami Sułowską (DW359) i Żmigrodzką (DK5 E261); jako przedłużenie trasy S5 zakładano nową drogę dwujezdniową
- węzeł Wrocław Psie Pole – projektowany jako odgałęzienie; zjazd z autostrady i wjazd na nią miały być tylko z kierunku południowo-zachodniego.

W momencie powstawania autostrady zakładano, iż przebieg autostrady będzie wspólny z drogą krajową nr 5 i trasą europejską E261, co było początkowo odzwierciedlane przez drogowskazy. Po oddaniu do użytku arterii powstał spór między Generalną Dyrekcją Dróg Krajowych i Autostrad a miastem Wrocław co do oznakowania przebiegu drogi nr 5. Ostatecznie pozostawiono przebieg drogi krajowej przez miasto (z wykorzystaniem obwodnicy śródmiejskiej) oraz zaklejono na wszystkich tablicach odległościowych (znak E-14a) i drogowskazach na węzłach w ciągu autostrady numerację drogi nr 5 i trasy E261.
Od czerwca 2020 roku na całej długości autostrady obowiązuje ograniczenie prędkości do 120 km/h, jest ono podyktowane podniesieniem poziomu bezpieczeństwa kierowców oraz redukcją emitowanego hałasu.

## Włączenie w układ komunikacyjny
Droga omija centrum Wrocławia od strony zachodniej i północnej. Prowadzi z południa od obecnej drogi krajowej nr 8 we wsi Magnice (węzeł Kobierzyce) łącznikiem „Kobierzyce” o długości ok. 2,5 km (2,489 km), następnie przyjmuje parametry drogi ekspresowej prowadząc do węzła Wrocław Południe.
Odcinek autostradowy A8 długości ok. 22,7 km (22,722 km) prowadzi od węzła Wrocław Południe przez węzły Wrocław Zachód, Wrocław Lotnisko, Wrocław Stadion oraz węzeł Wrocław Północ, gdzie rozpoczyna się droga ekspresowa S5 w kierunku Poznania. Kończy się na węźle Wrocław Psie Pole z drogą ekspresową S8, będącą kontynuacją A8 w kierunku Łodzi, Warszawy i Białegostoku.
Pomiędzy węzłem Wrocław Psie Pole (Pawłowice) a obecną drogą powiatową (dawniej drogą krajową nr 8, następnie do 2022 r. drogą wojewódzką nr 368) zbudowano łącznik „Długołęka” o długości ok. 5,7 km (5,661 km; o parametrach drogi dwujezdniowej przyspieszonej). Od 2022 roku z Długołęki biegnie wschodnia obwodnica Wrocławia.
Na terenie Wrocławia droga przebiega równolegle do ulic Płaskiej, Szczecińskiej, Alei Śląskiej, Rędzińskiej, a następnie przez most Rędziński nad Odrą i pola irygacyjne. Dla mostu Rędzińskiego zaproponowano projekt mostu podwieszonego z dwoma przęsłami o rozpiętości 256 m, wiszącymi na najwyższym pylonie w Polsce o wysokości 122 m. Most główny (612 m) łącznie z estakadami (lewobrzeżna 610 m, prawobrzeżna 520 m) ma 1742 m długości, a przęsło wisi 20 m ponad lustrem Odry. Wybudowany został w okolicy jazu i śluz Rędzin przy Wyspie Rędzińskiej.
Rolą obwodnicy jest przejęcie ruchu tranzytowego z obecnych dróg krajowych nr 5 i nr 8 celem wyprowadzenia go poza istniejący układ ulic miejskich.

## Węzły z drogami klasy A i S
| Nazwa             | Drogi           | Miejscowość          | Schemat | Typ                               | Wiadukty | Otwarto         |
| ----------------- | --------------- | -------------------- | ------- | --------------------------------- | -------- | --------------- |
| Wrocław Południe  | • E40 • E67 •   | Nowa Wieś Wrocławska |         | mieszany (koniczynka-turbina)     | 6        | 30 grudnia 2010 |
| Wrocław Północ    | • E261 • E261 • | Wrocław              |         | trąbka z dodatkowymi połączeniami | ?        | 15 lipca 2011   |
| Wrocław Psie Pole | • E67 •         | Wrocław              |         | trąbka                            | 2        | 15 lipca 2011   |

## Harmonogram prac
Inwestycję podzielono na trzy etapy:
- Magnice–Wrocław Lotnisko wraz z łącznicą „Kobierzyce”. Wykonawcą robót był Budimex-Dromex, 14-kilometrowy odcinek zdecydowano się wybudować za 780 milionów złotych.
- Wrocław Lotnisko–Wrocław Psie Pole wraz z łącznicą „Długołęka”. Budowę 19-kilometrowej części za ponad 2 miliardy złotych powierzono konsorcjum firm: Strabag, Heilit+Woerner, Dywidag i Mostostal.
- Most Rędziński na drugim odcinku. Wykonawcą robót było konsorcjum firm Mostostal Warszawa SA i Acciona Infraestructura SA.

## Ważniejsze daty
- 15 kwietnia 2003 – wojewoda dolnośląski wydał decyzję lokalizacyjną dla autostrady A8.
- 2005 – rozpoczął się wykup gruntów pod inwestycję, który miał być zakończony do końca sierpnia 2006. Małopolska Grupa Geodezyjno-Projektowa zajmująca się wykupem na zlecenie GDDKiA w umownym terminie wykonała zadanie jedynie w 70%.
- kwiecień 2007 – wojewoda dolnośląski Krzysztof Grzelczyk wydał pozwolenie na budowę Mostu Rędzińskiego w ciągu Autostradowej Obwodnicy Wrocławia A8[15]
- 20 maja 2008 – podpisano umowę na budowę Mostu Rędzińskiego przez rzekę Odrę, w ciągu autostradowej obwodnicy Wrocławia A8 wraz z estakadami dojazdowymi. Wykonawcą robót zostało konsorcjum firm Mostostal Warszawa SA i Acciona Infraestructura SA. Oddanie mostu do ruchu zaplanowano w połowie listopada 2010, w trakcie prac termin przesunięto wpierw na 30 kwietnia 2011, a później na 31 sierpnia 2011. Koszt inwestycji to 580 mln złotych.
- 6 października 2008 – podpisano umowę na budowę odcinka Magnice – Wrocław Lotnisko (z węzłem). Ukończenie tego odcinka zaplanowano na wrzesień 2010.
- 22 października 2008 – podpisano umowę na budowę odcinka Wrocław Lotnisko (bez węzła)–Wrocław Psie Pole.
- 30 grudnia 2010 – otwarto pierwszy odcinek obwodnicy: Magnice – węzeł Wrocław (A4; Wrocław Południe[16]) oznaczony jako droga ekspresowa S8 o długości ok. 4,8 km (ok. 4,796 km) wraz z łącznikiem Kobierzyce (ok. 2,489 km[3]) do drogi krajowej nr 8 (razem ok. 7 km [ok. 7,286 km])[17][3].
- 5 maja 2011 – otwarto odcinek węzeł Wrocław Południe (Nowa Wieś) – węzeł Lotnisko o długości 7,1 km[16][3].
- 15 lipca 2011[3]:
  - otwarto odcinek Wrocław Północ – Wrocław Psie Pole (do łącznika Długołęka) o długości ok. 5 km (5,068 km[3]) wraz z łącznikiem „Długołęka” (ok. 5,661 km) do drogi krajowej nr 8 (razem ok. 10,729 km)[b][18],
  - otwarto nieciągły[c] odcinek węzeł Wrocław Lotnisko – Wrocław Północ (zawiera węzeł Wrocław Stadion) o długości ok. 8,014 km.
- 23 sierpnia 2011 – zakończenie robót nad mostem Rędzińskim (odcinek ok. 1,786 km)[3].
- 31 sierpnia 2011 – otwarto całą obwodnicę (łączna długość ponad 35 km)[4].

## Opłaty
Autostrada A8 jest bezpłatna dla pojazdów lekkich. Na podstawie rozporządzenia Rady Ministrów w sprawie autostrad płatnych z 16 lipca 2002 (Dz.U. z 2002 r. nr 121, poz. 1034) została zbudowana jako droga płatna, a jej status został zmieniony rozporządzeniem z 10 października 2011 (Dz.U. z 2011 r. nr 246, poz. 1465) wykreślającym A8 z listy odcinków płatnych.